# Jeruzalémské divadlo

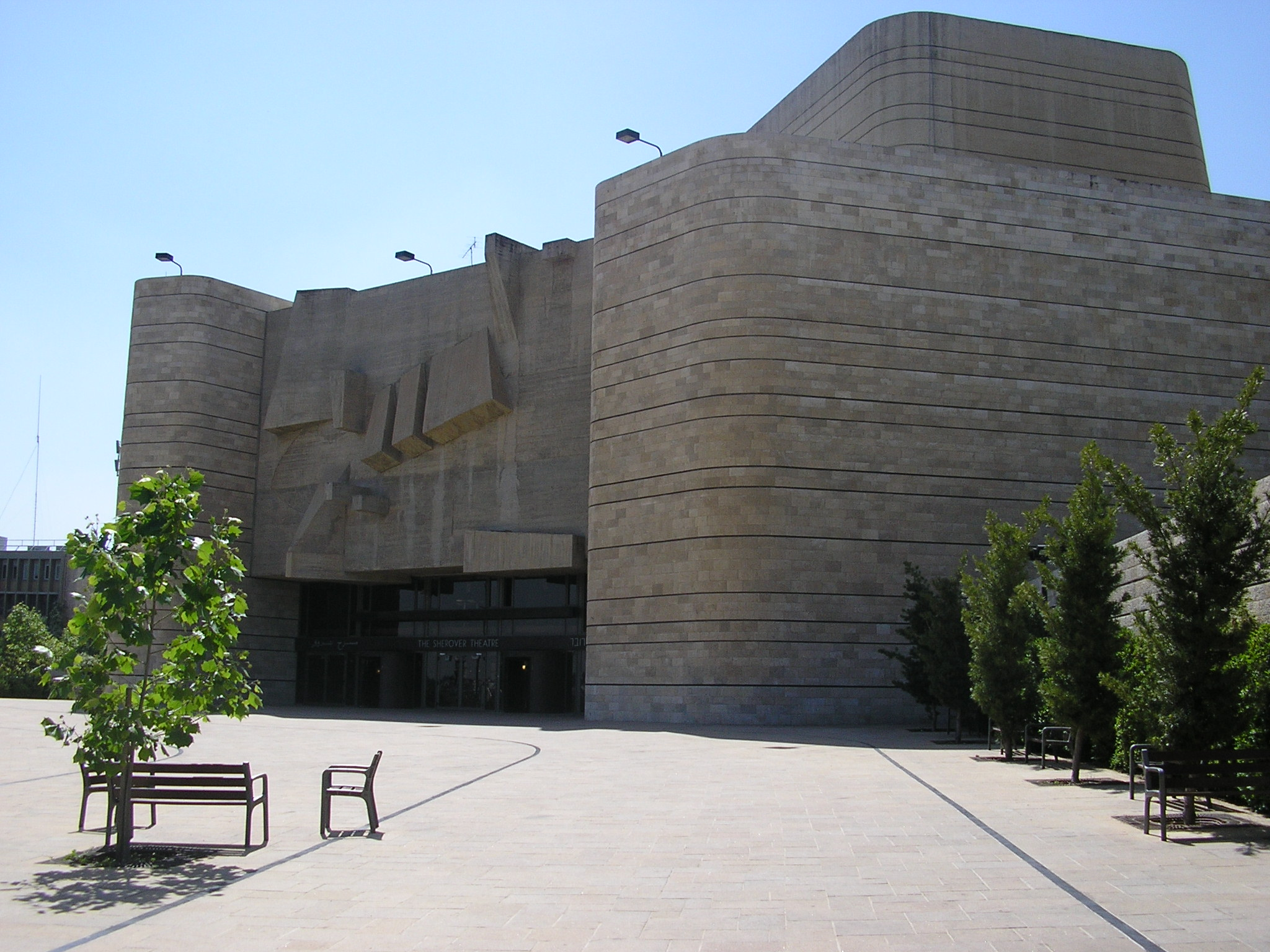
Budova Jeruzalémského divadla

Jeruzalémské divadlo (hebrejsky: תיאטרון ירושלים, Te'atron Jerušalajim) je komplex divadelních a kulturních budov v Jeruzalému v Izraeli fungující od roku 1971.
Jde o největší kulturní komplex v Izraeli, situovaný v centru čtvrtě Talbije, poblíž rezidence Prezidenta Izraele. Byl zbudován z iniciativy tehdejšího starosty Teddyho Kolleka a Milese a Gity Sheroverových. Objekt navrhl architekt Micha'el Nadler. V roce 1986 byla budova rozšířena o další tři sály, na jejichž výstavbu přispěla rodina Crownových z Chicaga. V komplexu se nachází pět sálů: Sherover Theatre má kapacitu 970 míst, Henry Crown Symphony Hall 760 míst, do Rebecca Crown Auditorium se vejde 452 diváků, do Te'atron ha-katan (Malé divadlo) 117 a do sálu ha-Ulpan 300. Kromě toho zde funguje restaurace, kavárna, obchod s knihami a hudebninami a výstavní prostory. Každoročně komplex navštíví víc než 600 000 lidí, včetně 30 000 stálých abonentů. Konají se zde koncerty, divadelní představení, filmová, taneční a hudební představení nebo výstavy. Pořádá se zde každoroční Izraelský festival. Svou domovskou scénu zde má Jeruzalémský symfonický orchestr.